# Фінал Кубка Іспанії з футболу 1945
Фінал Кубка Іспанії з футболу 1945 — футбольний матч, що відбувся 24 червня 1945 року. У ньому визначився 43-й переможець кубка Іспанії.

## Шлях до фіналу
| Атлетік                      | Атлетік   | Атлетік                  | Раунд        | Валенсія | Валенсія  | Валенсія                 |
| ---------------------------- | --------- | ------------------------ | ------------ | -------- | --------- | ------------------------ |
| Суперник                     | Результат | Матчі                    |              | Суперник | Результат | Матчі                    |
| Культураль Леонеса           | 11–3      | 3–1 на виїзді; 8–2 вдома | Перший раунд | Херес    | 4–1       | 3–0 вдома; 1–1 на виїзді |
| Барселона                    | 5–2       | 2–1 на виїзді; 3–1 вдома | 1/8 фіналу   | Алькояно | 3–2       | 1–0 вдома; 2–2 на виїзді |
| Атлетіко Авіасьйон де Мадрид | 2–1       | 2–1 на виїзді; 0–0 вдома | 1/4 фіналу   | Севілья  | 5–3       | 5–1 вдома; 0–2 на виїзді |
| Еспаньйол                    | 4–1       | 0–0 на виїзді; 4–1 вдома | 1/2 фіналу   | Гранада  | 3–2       | 2–0 вдома; 1–2 на виїзді |

## Подробиці
| 24 червня 1945 |

| Атлетік (Більбао)          | 3:2      | Валенсія             |
| -------------------------- | -------- | -------------------- |
| Сарра 21' Іріондо 26', 90' | Протокол | Амадео 12' Мундо 37' |

| Монжуїк, Барселона Глядачів: 55 000 Арбітр: Педро Ескартін |

|  |  |

| В           |  | Раймундо Лесама              |     |
| З           |  | Хуан Хосе М'єса              |     |
| З           |  | Хосе Луїс Бергаретче Аріньйо |     |
| ПЗ          |  | Нандо Гонсалес               |     |
| ПЗ          |  | Роберто Бертоль (к)          |     |
| ПЗ          |  | Франсіско Селая              |     |
| Н           |  | Августин Гаїнса              |     |
| Н           |  | Франсіско Гарате             |     |
| Н           |  | Тельмо Сарра                 | 86' |
| Н           |  | Хосе Луїс Панісо             |     |
| Н           |  | Рафа Іріондо                 |     |
| Тренер:     |  |                              |     |
| Хуан Уркісу |  |                              |     |

| В               |  | Ігнасіо Ейсагірре       |     |
| З               |  | Хуан Рамон Сантьяго (к) |     |
| З               |  | Альваро Перес Васкес    | 86' |
| ПЗ              |  | Сімон Лекуе             |     |
| ПЗ              |  | Карлос Ітурраспе        |     |
| ПЗ              |  | Вісенте Асенсі          |     |
| Н               |  | Гільєрмо Горостіса      |     |
| Н               |  | Сільвестре Ігоа         |     |
| Н               |  | Мундо                   |     |
| Н               |  | Амадео Ібаньєс          |     |
| Н               |  | Іносенсіо Бертолі       |     |
| Тренер:         |  |                         |     |
| Едуардо Кубельс |  |                         |     |